# 東京クレイジーパラダイス
『東京クレイジーパラダイス』（とうきょうクレイジーパラダイス）は仲村佳樹の少女漫画作品。白泉社の『花とゆめ』で、1996年14号から2001年21号まで連載されていた。単行本全19巻。愛蔵版全10巻。

## あらすじ
- 西暦2020年、東京は犯罪急増都市となっていた。女性に限らず、身を守るために護身用具を常に身に付けていなければ、いとも簡単に襲われてしまうような状況だ。
- 中学生の紅月司は警官だった両親がヤクザの抗争に巻き込まれ死亡。司は兄弟もろとも路頭に迷うことに。そして白神竜二は14歳にして関東一の極道組織九竜組を率いる三代目組長。ひょんなことから司は竜二のボディーガードとして雇われることに。
- 関西一の組織・牙流会が狙うある『薬』、そして司に託されたという「世界をも支配できる『鍵』」とは一体何なのか？

## 登場人物・組織
声はドラマCDによる。

### 主人公
紅月 司（こうづき つかさ）
声 - 川上とも子
主人公。名門私立中学、鹿王南中学校に通う2年生（シリーズ後半で3年生）。女の子が生きるには物騒な時代であることから、母の意向によって子どもの頃から男として育てられてきた少女である。作者の趣味によって中学生とは思えないほどスタイルがよい。仕事の関係で女装することも多いが、そうすると老けて見られがち。胸はプロテクターで押さえ、普段は男として生活する。鬼の風紀委員で、未成年なのに喫煙常習者の竜二から煙草をとりあげることもしばしば。性格は基本的に真面目で底抜けに明るい熱血漢。ただし、その熱血がほとばしりすぎて無茶をし過ぎる傾向もあり、やや思い込みも強い。作中屈指のギャグキャラでもある。
両親がヤクザの抗争に巻き込まれて亡くなったため、ヤクザが嫌いだったが、借金返済のために竜二のボディーガードとして働くことになる。身体能力は極めて高く、短剣付きのチェーンを武器として使い、拳銃の銃弾を斬り飛ばし、サイボーグ相手でも互角に戦ってみせたほど。ただし、カナヅチである。竜二に対する気持ちには朝来との婚約にいたって自覚するようになり、苦悩するシーンもみられた。
警官だった両親をこよなく尊敬しており、自らも警官になりたいと思っている。
中盤から紅月夫妻の実の子ではないことが明らかになる。実母は宝豪の陰の聖妻・若桜である。:6月16日生まれ。
白神 竜二（しろがみ りゅうじ）
声 - 三木眞一郎
ヒーロー。鹿王南中学校に通う2年生（シリーズ後半で3年生）。到底中学生には見えぬ外見で、酒も煙草もやり女性経験もあることが示唆されている。空手道・剣道・柔道・合気道の有段者で、拳銃の腕前も超一級、組長ながら実力も組一である。
九竜組二代目組長であった父が暗殺されたことから、わずか14歳で三代目組長に就任する。組長としては厳格かつ、有能な人物で、若さに似合わぬ冷徹さで組員たちからは信望を集めている。ただし、あまりの冷静さから、取っつきにくい印象を与えてもいた。
司とは小学生以来の同級生で、それぞれの家庭の事情から犬猿の仲であったが、昔、溺れていた司を助けたことがあるため、司が女だと知っている。父の暗殺事件解決のいきさつから司に好意を持つ。司の前でだけは中学生らしい一面をのぞかせる。ただし、そのアプローチはエロオヤジそのもので、セクハラに及んでは司から拳で逆襲されることがすくなくない。
9月6日生まれ。

### 九竜組
関東一の勢力を誇る極道。『薬は御法度』が初代からの意志で、二代目の代からその殺傷能力の高さから持出し禁止となった「インパーテッドクロス（逆さ十字）銃」というものがある。
鴨島 俊之（かもじま としゆき）
声 - 堀内賢雄
通称カモさん。竜二の側近。竜二が赤ん坊の頃から面倒を見てきた父親代わりである。普段はヤクザとは思われないような温厚な紳士であるが、怒ると大変に怖い。竜二のことを誰よりも大事に思っており、彼のためであれば周囲の迷惑や気持ちなどは二の次にする傾向がある。年の功で、竜二や司の気持ちに早くから気付いており、竜二の幸せのために仲をとりもとうとしばしば画策している。牙流会との抗争で死亡。
渋谷 良行（しぶや りょうこう）
声 - 置鮎龍太郎
通称ブンさん。鴨島と共に竜二の側近を務める。
白神 龍弥（しろがみ たつや）
九竜組二代目組長。暗殺される。竜二の父で、幼い頃の竜二を隠し撮りしたりと、実は子煩悩。
白神 綾音（しろがみ あやね）
龍弥の妻であり、竜二の母。竜二を生んだ時に死亡した。

#### 分家
八つの分家から構成されている。作中では下記の他に、紫竜会（しりゅうかい）、白竜会（びゃくりゅうかい）、赤竜会（ありゅうかい）、緑竜会（ろくりゅうかい）が登場している。分家がそれぞれ10の子組を抱える。
銀竜会（ぎんりゅうかい）
分家頭を務める。
守門（すもん）
守門組組長。娘・朝来に人一倍厳しい聖妻教育を施してきた。栗羊羹が好物。
守門 朝来（すもん あさご）
声 - 宮村優子
守門の娘。竜二の婚約者、聖妻候補。射撃が得意。伝説の聖妻・若桜を尊敬し、自らの目標にしている。ポリスが嫌い。ある事件で右腕を切り落とされ、義手になる。
金竜会（こんりゅうかい）
以前分家頭だった。不祥事を起こし、尾田原→新発田→藤岡と変わっていった。
尾田原（おだわら）
二代目の暗殺に関わったとして、組の解散命令が出された。
新発田 弘人（しばた ひろと）
新発田組組長。竜二の前ではペコペコしているが、家ではけなしているらしい。分家頭の地位を取り戻そうと画策する。
新発田 安澄（しばた あずみ）
組長の娘。聖妻の座を狙う。自慢のナイスバディの身体で竜二を誘惑する。朝来曰く「釣り鐘のような」巨乳の持ち主。
藤岡（ふじおか）
藤岡組組長。鴨島とは極道の世界に入ったときからの仲。

#### 下足番衆
信楽 御調（しがらき みつぎ）
向日 真道（むこう しんじ）
両名とも、ポリスの子どもである司を認めていなかった。今では司とかなり仲がいい。

#### その他
命子（めいこ）
九竜組の専属ドクター。

### 坂祝組
- 九竜組と「折合いの儀」を交わす。

坂祝 静次（さかほぎ せいじ）
坂祝組組長。
坂祝 雄和（さかほぎ ゆうわ）
組長の息子。
坂祝 美延（さかほぎ みのぶ）
組長の娘。雄和の妹。お兄ちゃん子。

### 門鐘組
- 関西の極道。世襲制でない。

浅羽 逸郎（あさば いつろう）
門鐘組組長。
浅羽 菫（あさば すみれ）
組長の娘。朝来の親友。
浅羽 椿（あさば つばき）
組長の息子。菫の双子の弟。司の友達。
東 春海（あずま はるうみ）
組員の一人。血まみれで倒れているところを、姐さん（菫・椿の母）に助けられた。実は、宝豪組壊滅事件で唯一生き残った組員で、若桜の付き人でもあった。

### 氷崎組
- 関東極道界No.2。関東一の座を奪おうとする。

氷崎 栄（ひざき さかえ）
氷崎組組長。女好きで光もの好き。通称「タコ坊主」(主に司が呼ぶ)。
氷崎 冬夜（ひざき とうや）
栄の息子。栄が行きずりの女性を強姦して生ませた子。

### 宝豪組
- 14年前に壊滅させられた極道組織。
- 「陰の聖妻」伝説でその名を知られる。

御海道 草（みかいどう そう）
宝豪組組長。司の実父。
御海道 シバ（みかいどう しば）
草の実弟でありながら、宝豪組を壊滅させた張本人。宝豪を裏切り、牙流会に身を投じた。14年前の抗争で若桜と刺し違え死亡したとされていたが、牙流会幹部・榊に蘇生させられ、総領深角の身体をのっとる。
綾部 若桜（あやべ わかさ）
草の陰の聖妻。司の実母。並外れた戦闘能力の持ち主で、戦う姿は鬼神に例えられ、眼差しだけで人を射殺せると恐れられた。草に「一度だけ」と言われ、抱かれた時に司を懐妊。正妻に「主人の子を殺すことは許さない」と言われ生んだ。草を尊敬こそすれ、愛してはいなかった。本当に好きだったのはシバ。
御海道 志揮（みかいどう しき）
正妻の息子。14年前の抗争で生き延びた。総領深角に拾われる。牙流会に所属。司の異母兄。

### 牙流会
- 関西最大と言われる組織。しかし実際はそれ以上だと言われている。
- 蠍の紋章がトレードマーク。

総領 深角（そうりょう みすみ）
牙流会の首領。中身は「御海道シバ」の脳と記憶をコピーされている。通称・佐田権佐衛門（司だけが呼ぶ）。
榊（さかき）
幹部の一人。
カーリー
黒豹の姿をしたサイボーグ。『鍵』を見つけ出すために御街道草と綾部若桜の声紋やDNA情報などあらゆるデータがインプットされている。情報に合う人間を嗅ぎ取ると、瞳が赤くなる。

### 紅月家
紅月 詫間（こうづき たくま）
声 - 緑川光
司の兄。司の出生の秘密を知っている。
紅月 季之（こうづき としゆき）
声 - うえだゆうじ
司の双子の弟。
紅月 昭平（こうづき しょうへい）
声 - 石田彰
司の弟。末っ子。
紅月豊・育美（こうづき ゆたか・いくみ）
紅月兄弟の両親。コンポリのGRAVEに所属していた警官。ヤクザの抗争に巻き込まれ死亡。
生水 加悦（しょうず かや）
紅月兄弟と一緒に住んでいる女性。両親を早くに亡くし、たった一人の妹にも先立たれ、生きる気力さえも失いかけていたが、白神龍弥（九竜組二代目）に救われた。ケンカが嫌い。

### 警官（ポリス）
警視庁
コントロールポリス。略してコンポリ。
GRAVE
正式名称・総合犯罪取締特殊班。所轄・専門課を持たず、あらゆる犯罪に対処できる能力を持つ。犯罪検挙率No.1。死や破滅を多く伴うため、「GRAVE（墓場）」と呼ばれる。ベータクラス（中級）、ガンマクラス（上級）に分かれている。
紀勢 全（きせ あきら）
一度見た人の顔は決して忘れないのが特技。GRAVEベータクラス所属。ある事件を解決し、コンポリへ特務昇進。黒いピチピチのパンツを履いているため、署内でのあだ名は「黒ピチ」。施設で育った。司の父親を尊敬している。
司に対して好意を抱いているが、通じていない。
宗像 嵬（むなかた かい）
アキラがコンポリに移籍後、パートナーになった人。犯人が凶悪であればあるほど、周りが止められないほど自らも凶悪になる。

### その他
入間 柾志（いるま まさし）
紅月兄弟が住むマンションの大家の息子。
天黄 諫早（てんこう いさはや）
入間氏のマンションの側の豪邸に住む、おもちゃ会社社長の孫。おじいちゃんが作ってくれたくまのぬいぐるみ「まーくん」といつも一緒。
養父・出石（やぶ・いずし）
司のクラスメイト。
香春（かわら）
銀座の全てを知り尽くす女性。九竜組とも懇意にしている。

## 用語

### 聖妻（ドゥルガー）
- 作中において「組長の妻」を示す呼称。
- ドゥルガーはインド神話で戦いと母性の象徴とされる美しい女神。闘いの場において主人の片腕となり、精神面でも主人を支える杖となる。
- いかに主人を立て、主人を守るか。主の出世は聖妻の器で決まるとも言われる。
- 竜二の聖妻論は「聖妻は柱(主人)を支える杖でなく、もう1本の柱」である。

### 鍵
- ある薬の素となる原生植物が生い茂るインドの聖地へ通じる扉を開けるためのもの。

### 逆さ十字銃
- インパーテッドクロス銃。通称インパ。
- 戦闘兵器としての規格から外れた銃。二代目の代から持出し禁止となった。
- 2020年には、ライセンスを取っても扱えない銃となっている。
- パラメルトという融合物質で出来た専用の弾丸が装填される。熱と液体があれば約1時間で溶けて消える。しかしそれは、銃口から発せられる時の熱と人の血液で条件は満たされる。

## 書誌情報
- 仲村佳樹 『東京クレイジーパラダイス』 白泉社〈花とゆめコミックス〉、全19巻
  1. 1996年12月25日発行、ISBN 4-592-12861-3
  2. 1997年3月25日発行、ISBN 4-592-12862-1
  3. 1997年6月25日発行、ISBN 4-592-12863-X
  4. 1997年10月25日発行、ISBN 4-592-12864-8
  5. 1998年1月25日発行、ISBN 4-592-12865-6
  6. 1998年5月25日発行、ISBN 4-592-12866-4
  7. 1998年8月25日発行、ISBN 4-592-12867-2
  8. 1998年12月25日発行、ISBN 4-592-12868-0
  9. 1999年3月25日発行、ISBN 4-592-12869-9
  10. 1999年7月25日発行、ISBN 4-592-12870-2
  11. 1999年10月25日発行、ISBN 4-592-17611-1
  12. 2000年1月25日発行、ISBN 4-592-17612-X
  13. 2000年5月25日発行、ISBN 4-592-17613-8
  14. 2000年9月25日発行、ISBN 4-592-17614-6
  15. 2001年1月25日発行、ISBN 4-592-17615-4
  16. 2001年5月25日発行、ISBN 4-592-17616-2
  17. 2001年8月25日発行、ISBN 4-592-17617-0
  18. 2001年11月25日発行、ISBN 4-592-17618-9
  19. 2002年4月25日発行、ISBN 4-592-17619-7
- 仲村佳樹 『愛蔵版 東京クレイジーパラダイス』 白泉社〈花とゆめコミックススペシャル〉、全10巻
  1. 2012年9月20日発売、ISBN 978-4-592-19711-9
  2. 2012年9月20日発売、ISBN 978-4-592-19712-6
  3. 2012年11月20日発売、ISBN 978-4-592-19713-3
  4. 2012年11月20日発売、ISBN 978-4-592-19714-0
  5. 2013年1月18日発売、ISBN 978-4-592-19715-7
  6. 2013年1月18日発売、ISBN 978-4-592-19716-4
  7. 2013年3月19日発売、ISBN 978-4-592-19717-1
  8. 2013年3月19日発売、ISBN 978-4-592-19718-8
  9. 2013年5月20日発売、ISBN 978-4-592-19719-5
  10. 2013年5月20日発売、ISBN 978-4-592-19720-1